# قائمة زملاء الجمعية الملكية المنتخبين في 1727
هذه الصفحة تعرض قائمة زملاء الجمعية الملكية المُنتخبين لعام 1727.

## الزملاء
- John Hollings [الإنجليزية]‏
- بنجامين روبينز
- Sir Erasmus Philipps, 5th Baronet [الإنجليزية]‏
- تشارلز كافنديش
- Edward Hughes (MP) [الإنجليزية]‏
- والتر كاري [الإنجليزية]‏
- John Martyn (botanist) [الإنجليزية]‏
- Benjamin Hoadly (physician) [الإنجليزية]‏
- James West (antiquary) [الإنجليزية]‏
- Francis Clifton [الإنجليزية]‏
- برنار دو جوسيو
- Theodore Jacobsen [الإنجليزية]‏
- محمد بن علي أبغالي